# Richard B. Riddick
Richard B. Riddick es un personaje de ficción, protagonista de la saga de películas «Las crónicas de Riddick» interpretado por Vin Diesel, más conocido como simplemente Riddick.
Riddick aparece en cuatro películas de esta saga: Pitch Black, The Chronicles of Riddick, Riddick y The Chronicles of Riddick: Dark Fury, de animación. Además aparece en dos títulos de videojuegos basados en la serie: The Chronicles of Riddick: Escape from Butcher Bay y Chronicles of Riddick: Assault on Dark Athena.

## Biografía

### Vida Pasada
Riddick habría nacido en Furya, un planeta colonizado hace mucho por los humanos, sin embargo este planeta posee un hábitat en extremo inhóspito y poco compatible con la vida, alto en radiación, elementos tóxicos, con suelos duros y poco fértiles por lo que los colonos que decidieron establecerse allí eran personas rudas con una gran voluntad gracias a la cual resistieron por generaciones el duro castigo que era la vida diaria, sin embargo cada generación fue más fuerte y resistente a la anterior dando con el tiempo origen a una estirpe poderosa por naturaleza, con gran tolerancia al dolor, agudos sentidos e inteligencia, instintos guerreros y una tremenda fuerza de voluntad que los ponía muy por encima de los habitantes de otros mundos. 
Riddick es el último sobreviviente de la raza furyana, aunque él mismo desconoce esto gran parte de su vida ya que es huérfano. Según lo que le comenta a Imam en el primer film, en gran medida el origen del resentimiento, crueldad y frialdad que marca su personalidad nace de saberse abandonado por sus padres en un basurero con su cordón umbilical estrangulándolo, viviendo toda su vida convencido de que inmediatamente después de nacer sus padres intentaron asesinarlo.
Antes del nacimiento de Riddick, un oficial Necrófero llamado Zhylaw consultó a una vidente elemental llamada Aereon, quien vaticinó que un furyano lo mataría en el futuro. Para evitar el cumplimiento de la profecía, Zhylaw (conocido en el futuro como el sexto Lord Mariscal, quien invadiría Nueva Meca) atacó Furya en un intento de matar a todos los niños varones, llegando al extremo de estrangular personalmente a los recién nacidos con su cordón umbilical. Estranguló a Riddick y lo dio por muerto, pero Riddick sobreviviría, teniendo por siempre el recuerdo del ataque oculto en su subconsciente.
En la versión del director de Las Crónicas de Riddick, se muestra una escena durante el combate con Lord Mariscal mientras éste intenta robar su alma; en ese instante la memoria de Riddick se libera y comprende que mientras su madre lo daba luz, Zhylaw atacó su casa y su padre murió peleando contra el necrófero para protegerlos, posteriormente asesinaría a su madre y finalmente intentaría asesinarlo abandonándolo en un basurero, todo esto teniendo como testigo a una joven llamada Shirah, quien ya desde esa época vigilaba a Riddick.
Riddick reprimió todos sus recuerdos de Furya, incluyendo la masacre y se convenció de que su propia madre había intentado asesinarlo y deshacerse de él. A pesar de eso, recibía periódicas visiones y mensajes de la superviviente Furyana Shirah, llegando a creer que se trataban de alucinaciones.
Se sabe poco de la niñez de Riddick, excepto que no recibió educación formal, pero si la suficiente para entrar en el ejército y convertirse en piloto, carrera que desempeñó hasta que fue acusado por sus crímenes, considerado asesino, dado de baja y se convirtió en un fugitivo.
Como prófugo su naturaleza furyana lo hizo destacar a medida que los cazarrecompensas llegaban, fracasaban y acababan convertidos en sus presas, por lo que el precio sobre su cabeza era cada vez mayor. Sin embargo un cazarrecompensas llamado William Johns logró capturarlo un par de veces hasta que Riddick lo hirió gravemente y producto del tratamiento médico se volvió adicto a la morfina, por lo que cazar al furyano se convirtió en una venganza personal: finalmente lo atraparía en una colonia tomando niños como rehenes y asesinándolos hasta que Riddick se rindió.

### Pitch Black
Mientras lo transportaba en un carguero cayeron en un planeta donde debieron ambos hacer equipo con los demás sobrevivientes para sobrevivir a los depredadores naturales, sin embargo harto de la actitud cobarde de Johns, quien pretendía sacrificar a una niña llamada Jack para huir mientras era devorada por las bestias; Riddick hizo que las bestias lo devoraran a él. 
En este planeta Riddick conocería a tres personas que serían decisivas en su futuro, la niña apodada Jack, un hombre santo llamado Imam y la piloto Carolyn Fry, quien moriría protegiéndolo, razón por la cual Riddick llevaría a Jack e Imam al planeta Nueva Meca y él se escondería por cinco años decidiendo en honor al sacrificio de Fry abandonar la vida que había llevado.

### The Chronicles of Riddick
Sin embargo Imam contactaría con él cuando una raza de conquistadores llamados Necróferos amenazaron con destruir su mundo. Por otro lado, Kyra "Jack", había huido buscando volverse tan peligrosa como Riddick, a quien ella admiraba. Según se le explicó a Riddick, estaba destinado a matar al Lord Mariscal, líder de los necróferos, lo que también lo ponía en el punto de mira de esta especie. Aunque Riddick no mostraba interés en tal situación se vio obligado a enfrentarse a estos seres para vengar la muerte del Imam, el único hombre a quien había llamado amigo y posteriormente para rescatar a Kyra, quien fuera secuestrada y convertida en una necrófera. Desgraciadamente el enfrentamiento contra el Lord Mariscal acaba con la muerte de Kyra y en la derrota del necrófero. Tal y como lo exigía la ley de la raza, Riddick se convirtió en el siguiente Lord Mariscal.

### Riddick
Aunque durante algunos años gobernó y mantuvo a raya a este pueblo, era consciente de que muchos deseaban derrocarlo y otros estaban disconformes ya que no seguía los preceptos de su religión. Esto hizo a Riddick caer en un estado depresivo que lo llevó a desear conocer Furya, su mundo nativo, el cual se hallaba perdido tras la invasión de Lord Mariscal. Sin embargo algunos de sus súbditos lo engañaron y llevaron a un planeta desconocido fingiendo que era Furya, allí es emboscado y aunque Riddick los masacró fue abandonado herido y desvalido. 
En este mundo el furyano comprendió avergonzado que la vida como rey lo había ablandado y había olvidado muchas cosas que antes daba por hecho, para su desgracia había sido "civilizado" por los necróferos; es así que decide vivir en este lugar y reencontrase a sí mismo, pero pronto descubriría que la estación lluviosa traía consigo el despertar de unos feroces depredadores, por lo que envía una señal de ayuda que es captada por dos equipos cazarrecompensas, el primero de Santana quien ambiciona la cuantiosa recompensa y el segundo dirigido por Boss Johns, quien desea capturarlo para esclarecer la muerte de su hijo William Johns. Aunque logran capturarlo deben liberarlo una vez que inicia la lluvia y Riddick asesina a Santana; como un equipo logran sobrevivir algunos para tomar una nave y huir, Johns, mostrándose más honorable que su hijo protege a Riddick y entrega una nave que este usa para volver al espacio e iniciar un viaje en busca de su planeta natal

## Poderes y habilidades

### Mirada Brillante
Véase también: Tapetum lucidum
Según Riddick, mientras estaba internado en la prisión Butcher Bay (Bahía de Carnicero) se hizo cirugía ocular, o un «brillante trabajo quirúrgico», como él lo llama, que le dio una magnífica visión nocturna, a cambio de «20 cigarrillos mentolados». Esta cirugía hizo sus ojos más sensibles a la luz,  por lo que requiere llevar gafas de soldadura para protegerlos de la luz brillante. 
En la animación Flash en el sitio web Pitchblack.com, Riddick obtiene la mirada brillante después de un desafortunado encuentro con un grupo de humanoides llamados «resplandecientes» (los cuales llaman a Riddick ojoscuro) quienes se realizaron la misma operación para ver en la oscuridad en los tenebrosos corredores de la prisión de Ursa Luna, donde los guardias no se atrevían a entrar. La operación al parecer la realizaba un veterinario en una sección de la prisión donde Riddick llegaría solo unas horas antes y de la cual escaparía.
Riddick decide realizarse el procedimiento sin anestesia, aunque la operación consiste en cortar la córnea y taladrar a través del ojo para inyectar una sustancia reflejante tras la retina. El coste para Riddick fue de 1000 créditos. Como Riddick no tenía efectivo, ofreció pagar con un paquete de cigarrillos, los cuales había tomado de un guardia. También tomo las gafas para soldadura de la prisión. 
El videojuego “The Chronicles of Riddick: Escape from Butcher Bay” (que sirve como una precuela de Pitch Black), aclara que la mirada brillante de Riddick es más que algo que obtuvo en una prisión. Después de ayudar a un personaje llamado «Papa Joe», obtiene una «caja de la sagrada voz», una radio que transmite un programa religioso, Riddick recibe unas puntadas para curar una herida. Una vez curado, Joe le dice como escapar y al parecer por coincidencia, le dice a Riddick «que confíe en sus ojos»; en ese momento, una voz fantasmal le dice a Riddick que él ha estado «ciego por un largo tiempo...» y que ha recibido un don. En ese momento Riddick obtiene su mirada brillante.
La misteriosa voz pertenece a un personaje llamado «Shirah», una especie de guía «espiritual» que guiará a Riddick, ayudándolo a despertar las habilidades Furyanas que duermen en su interior.

### La Ira Furyana
Además de ayudar a Riddick a desbloquear su «mirada brillante», el personaje de Shirah permite a Riddick liberar un tipo de onda de energía. En el corte del director de “Crónicas”, después de que ella coloque su mano en el pecho de Riddick dejando una huella de color azul brillante, dice: "Con esta marca llevarás la ira de toda una raza... pero te va a doler"; Vaako dispararía su arma de energía, pero una fracción de segundo antes del impacto, Riddick emite una gran explosión de energía azul, derribando al grupo de Necróferos que lo rodean, fuera del corte del director solo es posible ver esta habilidad en su pelea contra Lord Mariscal para evitar que éste robe su alma, aunque allí jamás es mencionada por su nombre. Estas capacidades se muestran también fuera de la pantalla en Escape from Butcher Bay.

### Habilidades Físicas
Sumado a sus habilidades naturales, Riddick está en excelentes condiciones físicas y es un luchador excepcional aún sin el uso de sus ojos. Junto a elementos como su linaje Furyano o el intenso entrenamiento, Riddick es más fuerte, rápido, ágil, más resistente al daño y a las heridas, tiene los sentidos más desarrollados y no se fatiga con facilidad, además posee un nivel superior de recuperación comparado con los demás humanos, aún respecto a otros furyanos sus habilidades son sobresalientes. En Pitch Black debió cargar a través del desierto cinco células de energía, cuyo peso total era de 175 kilos.
Es capaz de dislocar por breves momentos sus articulaciones en más de una ocasión, con apenas leves muestras de incomodidad o dolor. Riddick tiene un umbral de dolor anormalmente alto y canaliza el dolor psicológicamente en estados de ira que estimulan su rendimiento en peleas y batallas, sin embargo esto jamás ha comprometido su claridad mental ni razonamiento lógico, obteniendo así todas las ventajas que le otorgan estas explosiones emocionales sin tener que lidiar con las desventajas que produce en otro humanos.
Las habilidades de Riddick en el combate mano a mano son formidables, ejemplo de ello, el combate que tuvo con un bioraptor en Pitch Black, donde solo usó sus manos y un tosco cuchillo que había fabricado él mismo, rompiéndole el cuello. Otra muestra de su fuerza fue el derrotar uno de los mejores "Guerreros Necróferos" del "Lord Mariscal" en cuestión de segundos en Las Crónicas de Riddick.
Si bien su velocidad no se compara con la del "Lord Mariscal", fue capaz de soportar un enfrentamiento contra él durante varios minutos, e incluso consiguió herirlo, cosa que el propio "Lord Mariscal" admitió no haberle pasado en mucho tiempo.

### Inteligencia
Dejando a un lado su violenta actitud, Riddick ha demostrado tener cierta habilidad para la deducción: En Pitch Black pudo deducir el tipo de tripulantes en la nave que lo transportaba solo por los aromas que respiraba, posteriormente dedujo qué había pasado a los habitantes originales de la base donde él y los otros supervivientes se estaban resguardando; encontró el punto débil de las criaturas en Pitch Black y pudo decir con exactitud cómo se desarrolló el tiroteo entre los guardianes y los hombres de Toombs en Crónicas. El afirma tener una «facilidad para el escape», sobreviviendo no solo a la purga de Furyanos de Lord Marshall cuando era niño, sino escapando de varias prisiones en el curso de su vida. 
Es capaz de juzgar la calidad y encontrar las menores fallas de una gran variedad de armas, prestando especial atención en los detalles. En un caso específico, Riddick concluyó que la daga que recibió como trofeo de un Necróferos era «medio gramo más pesada en la empuñadura» después de una inspección de solo un par de segundos. Esta cualidad le permite improvisar armas y métodos de asesinato que otros no imaginan, llegando así incluso a apuñalar a una persona con un jarro de té.
Su única debilidad (aparte de la sensibilidad a la luz, lo que lo deja indefenso y dolorido si no usa sus gafas a la luz del día), como se muestra en el DVD de Pitch Black, es su amabilidad con los niños y con aquellos que realmente confían en él (esas personas las considera sus amigos), lo cual provocaría (en los eventos previos a Pitch Black) su captura a manos del Cazarecompensas Johns (Cole Hauser), quien al no poder sacarlo de su escondite en una colonia comenzó a ejecutar niños hasta que Riddick se rindió. Aun cuando es un asesino si es necesario, Riddick se destaca por ser capaz de ayudar a la gente que lo necesita solo si no lo retrasan o lo ponen en una situación vulnerable. La única excepción conocida fue en Pitch Black, durante el regreso con Carolyn para ayudar a los otros, después de que ella le suplicara. Él menciona en Dark Athena que las personas a las que ayuda terminan muertas.
Riddick es un astuto juez de carácter, especialmente del lado oscuro de la naturaleza humana. Siendo él mismo un asesino y un residente de más de cien prisiones de alta seguridad, ha sido capaz de predecir los impulsos negativos de los individuos antes que los realicen. Sin embargo en algunas ocasiones se ha visto sorprendido, como cuando Carolyn Fry sacrificó su vida para que él salvara a Jack (Kyra) y al Imam de los bioraptors. Riddick se sorprendería también al subestimar los sentimientos que Jack (Kyra) demostró por él entre Pitch Black y Las Crónicas, y se dio cuenta de que ella se había vuelto una mercenaria y residente de una prisión de máxima seguridad, solo para poder verlo de nuevo.  
Sin embargo, su habilidad para predecir que acciones realizaran los individuos, le permitió saber qué grupo en Pitch Black se volvería contra el resto (en particular que Johns traicionaría a Fry) y que los mercenarios y los guardias de Crematoria se atacarían entre sí, facilitando su escape. 
A la hora de escapar o asesinar a sus captores su inteligencia es un arma mucho más peligrosa que sus músculos, las ocasiones en que ha sido aprehendido invariablemente al instante de ser capturado e inmovilizado comienza a analizar el carácter de sus oponentes y las características del entorno buscando piezas potenciales de complejos planes que le permitan escapar y anular a sus captores los cuales idea solo en instantes, esto ha llevado a las autoridades a intentar por todo medio evitar un encuentro con su persona ya que no existe una certeza que se tenga control sobre él aún tras haber sido reducido; esta la razón por la que ya en los eventos mostrados en Riddick se menciona que la recompensa por su cabeza será duplicada si es entregado muerto.

### Fuerza de Voluntad
Una de las principales características de Riddick es su indomable voluntad. A pesar de encontrarse en situaciones en las que las posibilidades de sobrevivir y/o escapar son mínimas, Riddick jamás se ha dado por vencido. Se ha enfrentado a criaturas mucho más poderosas que él y a humanos en situaciones de desventaja, pero siempre ha sido capaz de evadirlos, derribarlos o matarlos.
Ha escapado de prisiones consideradas de máxima seguridad y en las que muchos reclusos se han resignado a permanecer. Cuando Riddick fue mentalmente escaneado por el Cuasi muerto de los Necróferos, no solo fue capaz de resistirse, sino de bloquearlo y provocar que los contenedores de los Cuasi muertos explotaran por el esfuerzo de tratar de procesar a Riddick. Debido a la fe ciega y respeto que los Necróferos profesaban por el poder del Cuasi muerto, esta fue una demostración impresionante de poder. Es de destacar también su habilidad de evitar el intento de Lord Mariscal de robar su alma.
Las únicas ocasiones en que se le ha visto abrumado y devastado, han sido cuando Carolyn Fry fuera asesinada por los biorraptors al intentar ayudarlo y posteriormente por la muerte de Kyra, quien se sacrificó para intentar salvarlo de Lord Marshall.

### Armas
Riddick es un experto en el uso de cualquier tipo de arma en la que pueda poner sus manos, pero su arma preferida es el cuchillo. Silencioso, rápido y mortal, en las manos de Riddick el cuchillo es el arma perfecta para quitar vidas. Las armas más famosas (o infames, según se vea) de Riddick son los Ulaks que usa durante su escape de Crematoria y los cuchillos que obtiene en el juego Chronicles of Riddick: Assault on Dark Athena.
Esto no significa que Riddick no pueda usar cualquier otra cosa como un arma: desde pistolas y rifles, cañones de gravedad Necromonger, hasta simples recipientes de comida, como platos o tazas. Sin embargo, Riddick es más que eficiente en la tarea de asesinar aún si no cuenta con un arma.